# Bahnstrecke Ban Phachi–Chiang Mai
| Empfangsgebäude Chiang Mai |                     |                                                   |                                                   |
| Streckenlänge: | 661,5 km            |                                                   |                                                   |
| Spurweite: | 1000 mm (Meterspur) |                                                   |                                                   |
| Zweigleisigkeit: | Ban Phachi–Lopburi  |                                                   |                                                   |
| |                     |                                                   |                                                   |
| \| \| \| Nordostbahn von Bangkok \| \| \| \| 89,95 \| Ban Phachi Junction \| Ban Phachi Junction \| \| \| \| Nordostbahn nach Nakhon Ratchasima \| \| \| \| 93,58 \| Don Ya Nang \| Don Ya Nang \| \| \| 96,44 \| Nong Wiwat \| Nong Wiwat \| \| \| 99,16 \| Ban Plak Raet \| Ban Plak Raet \| \| \| 102,3 \| Mae Nam Pasak, Chakri-Doppelbrücke (103 u. 105 m) \| Mae Nam Pasak, Chakri-Doppelbrücke (103 u. 105 m) \| \| \| 102,73 \| Tha Ruea \| Tha Ruea \| \| \| 108,78 \| Ban Mo \| Ban Mo \| \| \| 116,56 \| Nong Don \| Nong Don \| \| \| 121,72 \| Ban Klap \| Ban Klap \| \| \| 127,44 \| Ban Pa Wai \| Ban Pa Wai \| \| \| 132,81 \| Lopburi \| Lopburi \| \| \| 137,51 \| Tha Khae \| Tha Khae \| \| \| 144,38 \| Khok Kathiam \| Khok Kathiam \| \| \| 150,08 \| Nong Tao \| Nong Tao \| \| \| 154,93 \| Nong Saikhao \| Nong Saikhao \| \| \| 161,22 \| Ban Mi \| Ban Mi \| \| \| 165,94 \| Huai Kaeo \| Huai Kaeo \| \| \| 170,33 \| Phai Yai \| Phai Yai \| \| \| 172,90 \| Rongrian Chan Sen \| Rongrian Chan Sen \| \| \| 173,86 \| Chan Sen \| Chan Sen \| \| \| 176,79 \| Ban Kok Kwao \| Ban Kok Kwao \| \| \| 180,20 \| Chong Khae \| Chong Khae \| \| \| 187,37 \| Thale Wa \| Thale Wa \| \| \| 188,65 \| Phong Thong \| Phong Thong \| \| \| 193,01 \| Ban Takhli \| Ban Takhli \| \| \| 198,80 \| Dong Maku \| Dong Maku \| \| \| 204,60 \| Hua Wai \| Hua Wai \| \| \| \| Betriebsstrecke[Anm. 1] \| \| \| \| 211,44 \| Nong Pho \| Nong Pho \| \| \| 217,22 \| Hua Ngio \| Hua Ngio \| \| \| 221,77 \| Ban Nong Mu \| Ban Nong Mu \| \| \| 224,81 \| Noen Makok \| Noen Makok \| \| \| 231,35 \| Thung Namsuem \| Thung Namsuem \| \| \| 235,49 \| Khao Thong \| Khao Thong \| \| \| 245,78 \| Nakhon Sawan vor 1956: Nong Pling \| Nakhon Sawan vor 1956: Nong Pling \| \| \| \| Hafenbahn Nakhon Sawan \| \| \| \| 250,56 \| Paknam Pho \| Paknam Pho \| \| \| 257,15 \| Bueng Boraphet \| Bueng Boraphet \| \| \| 263,86 \| Thap Krit \| Thap Krit \| \| \| 270,87 \| Khlong Pla Kot \| Khlong Pla Kot \| \| \| 280,29 \| Chum Saeng \| Chum Saeng \| \| \| 290,24 \| Wang Krang \| Wang Krang \| \| \| 297,03 \| Bang Mun Nak \| Bang Mun Nak \| \| \| 303,50 \| Ho Krai \| Ho Krai \| \| \| 309,87 \| Dong Takhop \| Dong Takhop \| \| \| 319,00 \| Taphan Hin \| Taphan Hin \| \| \| 324,91 \| Huai Ket \| Huai Ket \| \| \| 332,60 \| Hua Dong \| Hua Dong \| \| \| 339,36 \| Wang Krot \| Wang Krot \| \| \| 346,79 \| Phichit \| Phichit \| \| \| 354,26 \| Tha Lo \| Tha Lo \| \| \| 362,25 \| Bang Krathum \| Bang Krathum \| \| \| 366,21 \| Mae Thiap \| Mae Thiap \| \| \| 375,31 \| Ban Mai \| Ban Mai \| \| \| 381,87 \| Bueng Phra \| Bueng Phra \| \| \| 389,28 \| Phitsanulok \| Phitsanulok \| \| \| 393,75 \| Ban Teng Nam \| Ban Teng Nam \| \| \| 400,05 \| Ban Tum \| Ban Tum \| \| \| 405,31 \| Khwae Noi \| Khwae Noi \| \| \| 414,50 \| Phrom Phiram \| Phrom Phiram \| \| \| 423,20 \| Nong Tom \| Nong Tom \| \| \| 432,75 \| Ban Bung \| Ban Bung \| \| \| 437,41 \| Ban Khon \| Ban Khon \| \| \| 447,55 \| Pichai \| Pichai \| \| \| 453,98 \| Rai Oi \| Rai Oi \| \| \| 456,99 \| Mae Nam Nan (Ban-Dara-Brücke) \| Mae Nam Nan (Ban-Dara-Brücke) \| \| \| \| Bahnstrecke Ban Dara Junction–Sawankhalok \| \| \| \| 458,31 \| Ban Dara Junction \| Ban Dara Junction \| \| \| 461,80 \| Tha Sak \| Tha Sak \| \| \| 469,86 \| Tron \| Tron \| \| \| 476,82 \| Wang Kaphi \| Wang Kaphi \| \| \| 485,17 \| Uttaradit \| Uttaradit \| \| \| \| \| \| \| \| 487,25 \| Sila At vor 1961: Uttaradit Mai \| Sila At vor 1961: Uttaradit Mai \| \| \| \| \| \| \| \| 489,35 \| Thao Sao \| Thao Sao \| \| \| 493,25 \| Nam Rit \| Nam Rit \| \| \| 497,56 \| Ban Dan \| Ban Dan \| \| \| 509,36 \| Pang Ton Phueng \| Pang Ton Phueng \| \| \| 513,72 \| Pang-Tup-Khop-Tunnel \| Pang-Tup-Khop-Tunnel \| \| \| 514,84 \| \| \| \| \| 516,41 \| Khao-Phuleng-Tunnel \| Khao-Phuleng-Tunnel \| \| \| 516,77 \| \| \| \| \| 517,02 \| Khao Phuleng \| Khao Phuleng \| \| \| 521,48 \| Huai Rai \| Huai Rai \| \| \| 525,37 \| Rai Klet Dao \| Rai Klet Dao \| \| \| 528,22 \| Mae Phuak \| Mae Phuak \| \| \| 533,94 \| Den Chai \| Den Chai \| \| \| \| nach Chiang Khong (Projekt) \| \| \| \| 538,43 \| Pak Pan \| Pak Pan \| \| \| 546,94 \| Kaeng Luang \| Kaeng Luang \| \| \| 551,55 \| Mae Nam Yom (174 m) \| Mae Nam Yom (174 m) \| \| \| 554,42 \| Huai Mae Ta \| Huai Mae Ta \| \| \| 563,86 \| Ban Pin \| Ban Pin \| \| \| 574,05 \| Huai-Mae-Lan-Tunnel \| Huai-Mae-Lan-Tunnel \| \| \| 574,18 \| \| \| \| \| 574,43 \| Huai Mae Lan \| Huai Mae Lan \| \| \| 578,46 \| Pha Khan \| Pha Khan \| \| \| 581,22 \| Pha Kho \| Pha Kho \| \| \| 591,07 \| Pang Puai Höhe: 395 m \| Pang Puai Höhe: 395 m \| \| \| 600,33 \| Mae Chang \| Mae Chang \| \| \| \| Anschluss zu einem Xylit-Bergwerk \| \| \| \| 609,16 \| Mae Mo \| Mae Mo \| \| \| 614,90 \| Huai Rak Mai eröffnet: 1976 \| Huai Rak Mai eröffnet: 1976 \| \| \| 622,20 \| Sala Pha Lat \| Sala Pha Lat \| \| \| 628,45 \| Mae Tha \| Mae Tha \| \| \| 637,24 \| Nong Wua Thao \| Nong Wua Thao \| \| \| 642,29 \| Lampang \| Lampang \| \| \| 643,37 \| Mae Nam Wang (274 m) \| Mae Nam Wang (274 m) \| \| \| 647,11 \| Bo Haeo \| Bo Haeo \| \| \| 654,85 \| Hang Chat \| Hang Chat \| \| \| 660,98 \| Pang Muang \| Pang Muang \| \| \| 655,09 \| Huai Rian \| Huai Rian \| \| \| 671,08 \| Mae Tan Noi \| Mae Tan Noi \| \| \| 673,67 \| Pang Hua Pong 1922 aufgelassen \| Pang Hua Pong 1922 aufgelassen \| \| \| 676,75 \| Nebenfluss des Nam Mae Tan (120 m) \| Nebenfluss des Nam Mae Tan (120 m) \| \| \| 677,90 \| Nebenfluss des Nam Mae Tan (142 m) \| Nebenfluss des Nam Mae Tan (142 m) \| \| \| 677,97 \| Pang Yang \| Pang Yang \| \| \| 678,32 \| Nebenfluss des Nam Mae Tan (120 m) \| Nebenfluss des Nam Mae Tan (120 m) \| \| \| 681,58 \| Khun-Tan-Tunnel \| Khun-Tan-Tunnel \| \| \| 682,94 \| \| \| \| \| 683,14 \| Khun Tan Höhe: 573 m \| Khun Tan Höhe: 573 m \| \| \| 691,89 \| Tha Chomphu Höhe: 425 m \| Tha Chomphu Höhe: 425 m \| \| \| 700,68 \| Sala Mae Tha \| Sala Mae Tha \| \| \| 707,00 \| Huai Kieng \| Huai Kieng \| \| \| 713,01 \| Nong Lom \| Nong Lom \| \| \| 724,00 \| Doi Ti aufgelassen: 1980 \| Doi Ti aufgelassen: 1980 \| \| \| 728,28 \| Kuang (120 m) \| Kuang (120 m) \| \| \| 729,21 \| Lamphun \| Lamphun \| \| \| 734,64 \| Pa Sao \| Pa Sao \| \| \| 742,78 \| Saraphi \| Saraphi \| \| \| 751,42 \| Chiang Mai \| Chiang Mai \| \| \| \| \| \| \| Quellen: [1][Anm. 2] \| \| \| \| |                     |                                                   |                                                   |
| Strecke |                     | Nordostbahn von Bangkok                           | Nordostbahn von Bangkok                           |
| Bahnhof | 89,95               | Ban Phachi Junction                               | Ban Phachi Junction                               |
| Abzweig geradeaus und nach rechts |                     | Nordostbahn nach Nakhon Ratchasima                | Nordostbahn nach Nakhon Ratchasima                |
| Bahnhof | 93,58               | Don Ya Nang                                       | Don Ya Nang                                       |
| Bahnhof | 96,44               | Nong Wiwat                                        | Nong Wiwat                                        |
| Bahnhof | 99,16               | Ban Plak Raet                                     | Ban Plak Raet                                     |
| Brücke über Wasserlauf | 102,3               | Mae Nam Pasak, Chakri-Doppelbrücke (103 u. 105 m) | Mae Nam Pasak, Chakri-Doppelbrücke (103 u. 105 m) |
| Bahnhof | 102,73              | Tha Ruea                                          | Tha Ruea                                          |
| Bahnhof | 108,78              | Ban Mo                                            | Ban Mo                                            |
| Bahnhof | 116,56              | Nong Don                                          | Nong Don                                          |
| Bahnhof | 121,72              | Ban Klap                                          | Ban Klap                                          |
| Bahnhof | 127,44              | Ban Pa Wai                                        | Ban Pa Wai                                        |
| Bahnhof | 132,81              | Lopburi                                           | Lopburi                                           |
| Bahnhof | 137,51              | Tha Khae                                          | Tha Khae                                          |
| Bahnhof | 144,38              | Khok Kathiam                                      | Khok Kathiam                                      |
| Bahnhof | 150,08              | Nong Tao                                          | Nong Tao                                          |
| Bahnhof | 154,93              | Nong Saikhao                                      | Nong Saikhao                                      |
| Bahnhof | 161,22              | Ban Mi                                            | Ban Mi                                            |
| Bahnhof | 165,94              | Huai Kaeo                                         | Huai Kaeo                                         |
| Bahnhof | 170,33              | Phai Yai                                          | Phai Yai                                          |
| Bahnhof | 172,90              | Rongrian Chan Sen                                 | Rongrian Chan Sen                                 |
| Bahnhof | 173,86              | Chan Sen                                          | Chan Sen                                          |
| Bahnhof | 176,79              | Ban Kok Kwao                                      | Ban Kok Kwao                                      |
| Bahnhof | 180,20              | Chong Khae                                        | Chong Khae                                        |
| Bahnhof | 187,37              | Thale Wa                                          | Thale Wa                                          |
| Bahnhof | 188,65              | Phong Thong                                       | Phong Thong                                       |
| Bahnhof | 193,01              | Ban Takhli                                        | Ban Takhli                                        |
| Bahnhof | 198,80              | Dong Maku                                         | Dong Maku                                         |
| Bahnhof | 204,60              | Hua Wai                                           | Hua Wai                                           |
| Abzweig geradeaus und nach rechts |                     | Betriebsstrecke                                   | Betriebsstrecke                                   |
| Bahnhof | 211,44              | Nong Pho                                          | Nong Pho                                          |
| Bahnhof | 217,22              | Hua Ngio                                          | Hua Ngio                                          |
| Bahnhof | 221,77              | Ban Nong Mu                                       | Ban Nong Mu                                       |
| Bahnhof | 224,81              | Noen Makok                                        | Noen Makok                                        |
| Bahnhof | 231,35              | Thung Namsuem                                     | Thung Namsuem                                     |
| Bahnhof | 235,49              | Khao Thong                                        | Khao Thong                                        |
| Bahnhof | 245,78              | Nakhon Sawan vor 1956: Nong Pling                 | Nakhon Sawan vor 1956: Nong Pling                 |
| Abzweig geradeaus und von links |                     | Hafenbahn Nakhon Sawan                            | Hafenbahn Nakhon Sawan                            |
| Bahnhof | 250,56              | Paknam Pho                                        | Paknam Pho                                        |
| Bahnhof | 257,15              | Bueng Boraphet                                    | Bueng Boraphet                                    |
| Bahnhof | 263,86              | Thap Krit                                         | Thap Krit                                         |
| Bahnhof | 270,87              | Khlong Pla Kot                                    | Khlong Pla Kot                                    |
| Bahnhof | 280,29              | Chum Saeng                                        | Chum Saeng                                        |
| Bahnhof | 290,24              | Wang Krang                                        | Wang Krang                                        |
| Bahnhof | 297,03              | Bang Mun Nak                                      | Bang Mun Nak                                      |
| Bahnhof | 303,50              | Ho Krai                                           | Ho Krai                                           |
| Bahnhof | 309,87              | Dong Takhop                                       | Dong Takhop                                       |
| Bahnhof | 319,00              | Taphan Hin                                        | Taphan Hin                                        |
| Bahnhof | 324,91              | Huai Ket                                          | Huai Ket                                          |
| Bahnhof | 332,60              | Hua Dong                                          | Hua Dong                                          |
| Bahnhof | 339,36              | Wang Krot                                         | Wang Krot                                         |
| Bahnhof | 346,79              | Phichit                                           | Phichit                                           |
| Bahnhof | 354,26              | Tha Lo                                            | Tha Lo                                            |
| Bahnhof | 362,25              | Bang Krathum                                      | Bang Krathum                                      |
| Bahnhof | 366,21              | Mae Thiap                                         | Mae Thiap                                         |
| Bahnhof | 375,31              | Ban Mai                                           | Ban Mai                                           |
| Bahnhof | 381,87              | Bueng Phra                                        | Bueng Phra                                        |
| Bahnhof | 389,28              | Phitsanulok                                       | Phitsanulok                                       |
| Bahnhof | 393,75              | Ban Teng Nam                                      | Ban Teng Nam                                      |
| Bahnhof | 400,05              | Ban Tum                                           | Ban Tum                                           |
| Bahnhof | 405,31              | Khwae Noi                                         | Khwae Noi                                         |
| Bahnhof | 414,50              | Phrom Phiram                                      | Phrom Phiram                                      |
| Bahnhof | 423,20              | Nong Tom                                          | Nong Tom                                          |
| Bahnhof | 432,75              | Ban Bung                                          | Ban Bung                                          |
| Bahnhof | 437,41              | Ban Khon                                          | Ban Khon                                          |
| Bahnhof | 447,55              | Pichai                                            | Pichai                                            |
| Bahnhof | 453,98              | Rai Oi                                            | Rai Oi                                            |
| Brücke über Wasserlauf | 456,99              | Mae Nam Nan (Ban-Dara-Brücke)                     | Mae Nam Nan (Ban-Dara-Brücke)                     |
| Abzweig geradeaus und von links |                     | Bahnstrecke Ban Dara Junction–Sawankhalok         | Bahnstrecke Ban Dara Junction–Sawankhalok         |
| Bahnhof | 458,31              | Ban Dara Junction                                 | Ban Dara Junction                                 |
| Bahnhof | 461,80              | Tha Sak                                           | Tha Sak                                           |
| Bahnhof | 469,86              | Tron                                              | Tron                                              |
| Bahnhof | 476,82              | Wang Kaphi                                        | Wang Kaphi                                        |
| Bahnhof | 485,17              | Uttaradit                                         | Uttaradit                                         |
| Strecke von links (außer Betrieb) · Abzweig geradeaus und ehemals nach rechts |                     |                                                   |                                                   |
| Strecke (außer Betrieb) · Bahnhof | 487,25              | Sila At vor 1961: Uttaradit Mai                   | Sila At vor 1961: Uttaradit Mai                   |
| Strecke nach links (außer Betrieb) · Abzweig geradeaus und ehemals von rechts |                     |                                                   |                                                   |
| Bahnhof | 489,35              | Thao Sao                                          | Thao Sao                                          |
| ehemaliger Bahnhof | 493,25              | Nam Rit                                           | Nam Rit                                           |
| Bahnhof | 497,56              | Ban Dan                                           | Ban Dan                                           |
| Bahnhof | 509,36              | Pang Ton Phueng                                   | Pang Ton Phueng                                   |
| Tunnelanfang | 513,72              | Pang-Tup-Khop-Tunnel                              | Pang-Tup-Khop-Tunnel                              |
| Tunnelende | 514,84              |                                                   |                                                   |
| Tunnelanfang | 516,41              | Khao-Phuleng-Tunnel                               | Khao-Phuleng-Tunnel                               |
| Tunnelende | 516,77              |                                                   |                                                   |
| Bahnhof | 517,02              | Khao Phuleng                                      | Khao Phuleng                                      |
| Bahnhof | 521,48              | Huai Rai                                          | Huai Rai                                          |
| Bahnhof | 525,37              | Rai Klet Dao                                      | Rai Klet Dao                                      |
| Bahnhof | 528,22              | Mae Phuak                                         | Mae Phuak                                         |
| Bahnhof | 533,94              | Den Chai                                          | Den Chai                                          |
| Abzweig geradeaus und ehemals nach rechts |                     | nach Chiang Khong (Projekt)                       | nach Chiang Khong (Projekt)                       |
| Bahnhof | 538,43              | Pak Pan                                           | Pak Pan                                           |
| Bahnhof | 546,94              | Kaeng Luang                                       | Kaeng Luang                                       |
| Brücke über Wasserlauf | 551,55              | Mae Nam Yom (174 m)                               | Mae Nam Yom (174 m)                               |
| Bahnhof | 554,42              | Huai Mae Ta                                       | Huai Mae Ta                                       |
| Bahnhof | 563,86              | Ban Pin                                           | Ban Pin                                           |
| Tunnelanfang | 574,05              | Huai-Mae-Lan-Tunnel                               | Huai-Mae-Lan-Tunnel                               |
| Tunnelende | 574,18              |                                                   |                                                   |
| ehemaliger Bahnhof | 574,43              | Huai Mae Lan                                      | Huai Mae Lan                                      |
| Bahnhof | 578,46              | Pha Khan                                          | Pha Khan                                          |
| Bahnhof | 581,22              | Pha Kho                                           | Pha Kho                                           |
| Bahnhof | 591,07              | Pang Puai Höhe: 395 m                             | Pang Puai Höhe: 395 m                             |
| Bahnhof | 600,33              | Mae Chang                                         | Mae Chang                                         |
| Abzweig geradeaus und ehemals von rechts |                     | Anschluss zu einem Xylit-Bergwerk                 | Anschluss zu einem Xylit-Bergwerk                 |
| Bahnhof | 609,16              | Mae Mo                                            | Mae Mo                                            |
| Bahnhof | 614,90              | Huai Rak Mai eröffnet: 1976                       | Huai Rak Mai eröffnet: 1976                       |
| Bahnhof | 622,20              | Sala Pha Lat                                      | Sala Pha Lat                                      |
| Bahnhof | 628,45              | Mae Tha                                           | Mae Tha                                           |
| Bahnhof | 637,24              | Nong Wua Thao                                     | Nong Wua Thao                                     |
| Bahnhof | 642,29              | Lampang                                           | Lampang                                           |
| Brücke über Wasserlauf | 643,37              | Mae Nam Wang (274 m)                              | Mae Nam Wang (274 m)                              |
| Bahnhof | 647,11              | Bo Haeo                                           | Bo Haeo                                           |
| Bahnhof | 654,85              | Hang Chat                                         | Hang Chat                                         |
| Bahnhof | 660,98              | Pang Muang                                        | Pang Muang                                        |
| Bahnhof | 655,09              | Huai Rian                                         | Huai Rian                                         |
| Bahnhof | 671,08              | Mae Tan Noi                                       | Mae Tan Noi                                       |
| ehemaliger Bahnhof | 673,67              | Pang Hua Pong 1922 aufgelassen                    | Pang Hua Pong 1922 aufgelassen                    |
| Brücke über Wasserlauf | 676,75              | Nebenfluss des Nam Mae Tan (120 m)                | Nebenfluss des Nam Mae Tan (120 m)                |
| Brücke über Wasserlauf | 677,90              | Nebenfluss des Nam Mae Tan (142 m)                | Nebenfluss des Nam Mae Tan (142 m)                |
| ehemaliger Bahnhof | 677,97              | Pang Yang                                         | Pang Yang                                         |
| Brücke über Wasserlauf | 678,32              | Nebenfluss des Nam Mae Tan (120 m)                | Nebenfluss des Nam Mae Tan (120 m)                |
| Tunnelanfang | 681,58              | Khun-Tan-Tunnel                                   | Khun-Tan-Tunnel                                   |
| Tunnelende | 682,94              |                                                   |                                                   |
| Bahnhof | 683,14              | Khun Tan Höhe: 573 m                              | Khun Tan Höhe: 573 m                              |
| Bahnhof | 691,89              | Tha Chomphu Höhe: 425 m                           | Tha Chomphu Höhe: 425 m                           |
| Bahnhof | 700,68              | Sala Mae Tha                                      | Sala Mae Tha                                      |
| ehemaliger Bahnhof | 707,00              | Huai Kieng                                        | Huai Kieng                                        |
| Bahnhof | 713,01              | Nong Lom                                          | Nong Lom                                          |
| ehemaliger Bahnhof | 724,00              | Doi Ti aufgelassen: 1980                          | Doi Ti aufgelassen: 1980                          |
| Brücke über Wasserlauf | 728,28              | Kuang (120 m)                                     | Kuang (120 m)                                     |
| Bahnhof | 729,21              | Lamphun                                           | Lamphun                                           |
| Bahnhof | 734,64              | Pa Sao                                            | Pa Sao                                            |
| Bahnhof | 742,78              | Saraphi                                           | Saraphi                                           |
| Kopfbahnhof Streckenende | 751,42              | Chiang Mai                                        | Chiang Mai                                        |
| |                     |                                                   |                                                   |
| Quellen: |                     |                                                   |                                                   |

Die Bahnstrecke Ban Phachi–Chiang Mai (auch Nordbahn genannt) ist eine 641,5 km lange Eisenbahnstrecke in Thailand und wesentlicher Teil der Eisenbahnverbindung zwischen Bangkok und Chiang Mai.

## Geschichte

### Planungen

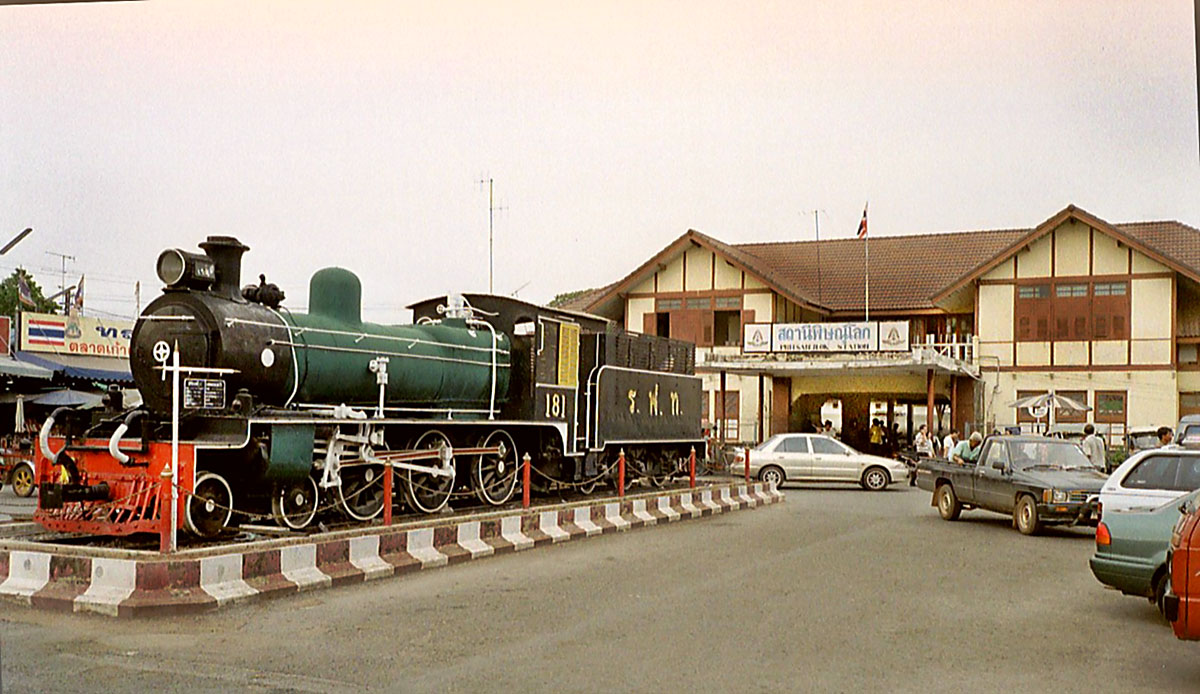
Bahnhof Phitsanulok

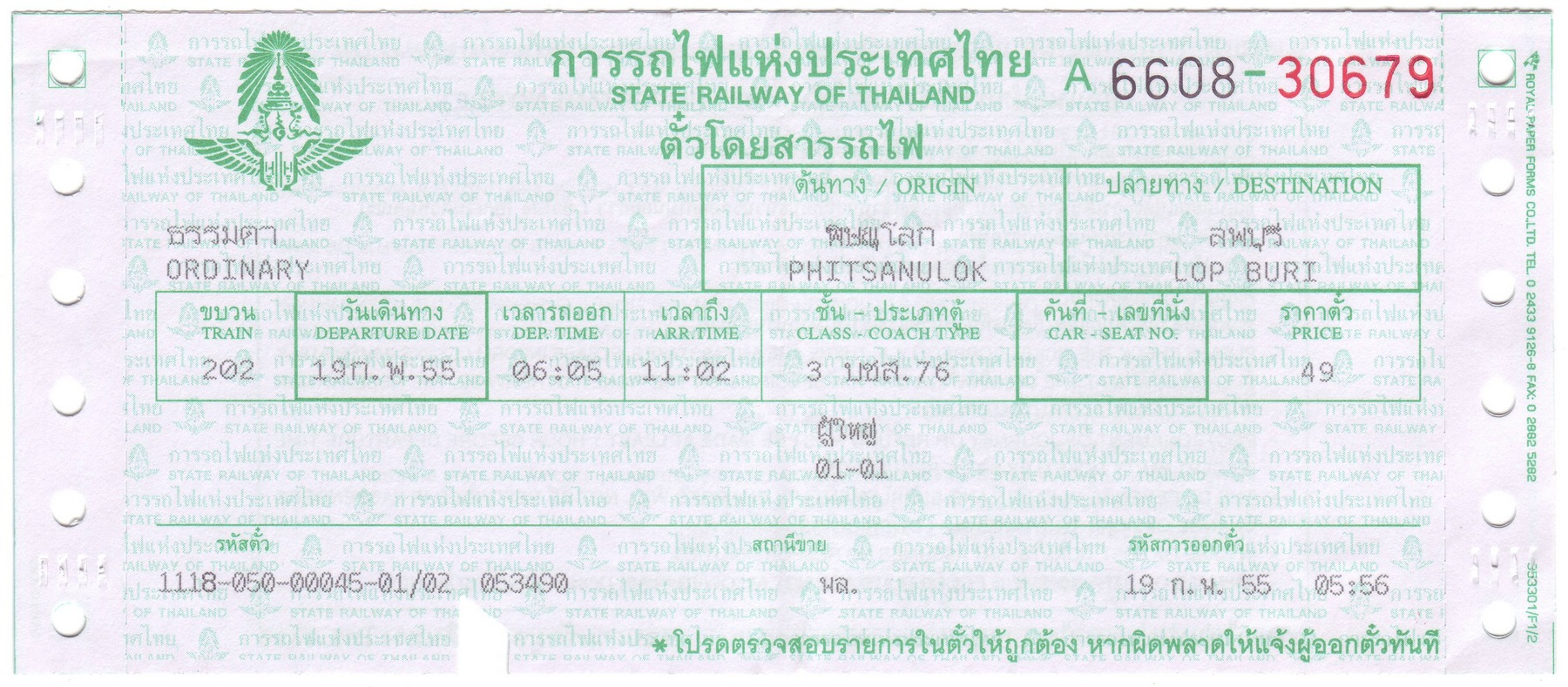
Fahrkarte von der Nordbahn

Plänen der britischen Kolonialverwaltung in Indien, eine Eisenbahn von Burma nach China aus topografischen Gründen über siamesisches Gebiet zu führen, wehrte die siamesische Regierung ab, weil das den Briten einen besseren Zugriff auf den Norden Thailands ermöglicht hätte als der Regierung in Bangkok selbst. Im Gegenzug musste sie jedoch zugestehen, selbst eine Bahnstrecke in den Norden zu bauen, an die sich die Briten dann anschließen konnten.
1888 wurde ein Planungsauftrag an Sir Andrew Clarke erteilt, der zu diesem Zeitpunkt als Akquisiteur für die britische Firma Puncard, McTaggart, Lowther & Co. arbeitete. Dieser Auftrag umfasste eine Verbindung von Bangkok nach Chiang Mai und drei davon in nordöstlicher Richtung abzweigende Strecken. Der Bericht zu diesem Auftrag lag 1890 vor.
Der Beginn entsprechender Arbeiten verzögerte sich, weil die Regierung zum einen die gerichtlichen Auseinandersetzungen zwischen der eigenen Eisenbahnverwaltung unter Karl Bethge und dem von ihm gekündigten, ursprünglich für den Bau der Nordostbahn verantwortlichen britischen Firma Murray Campbell abwarten wollte, zum anderen alle der Staatsbahn zur Verfügung stehende Fachkräfte beim Bau der Nordostbahn gebunden waren.

### Bau

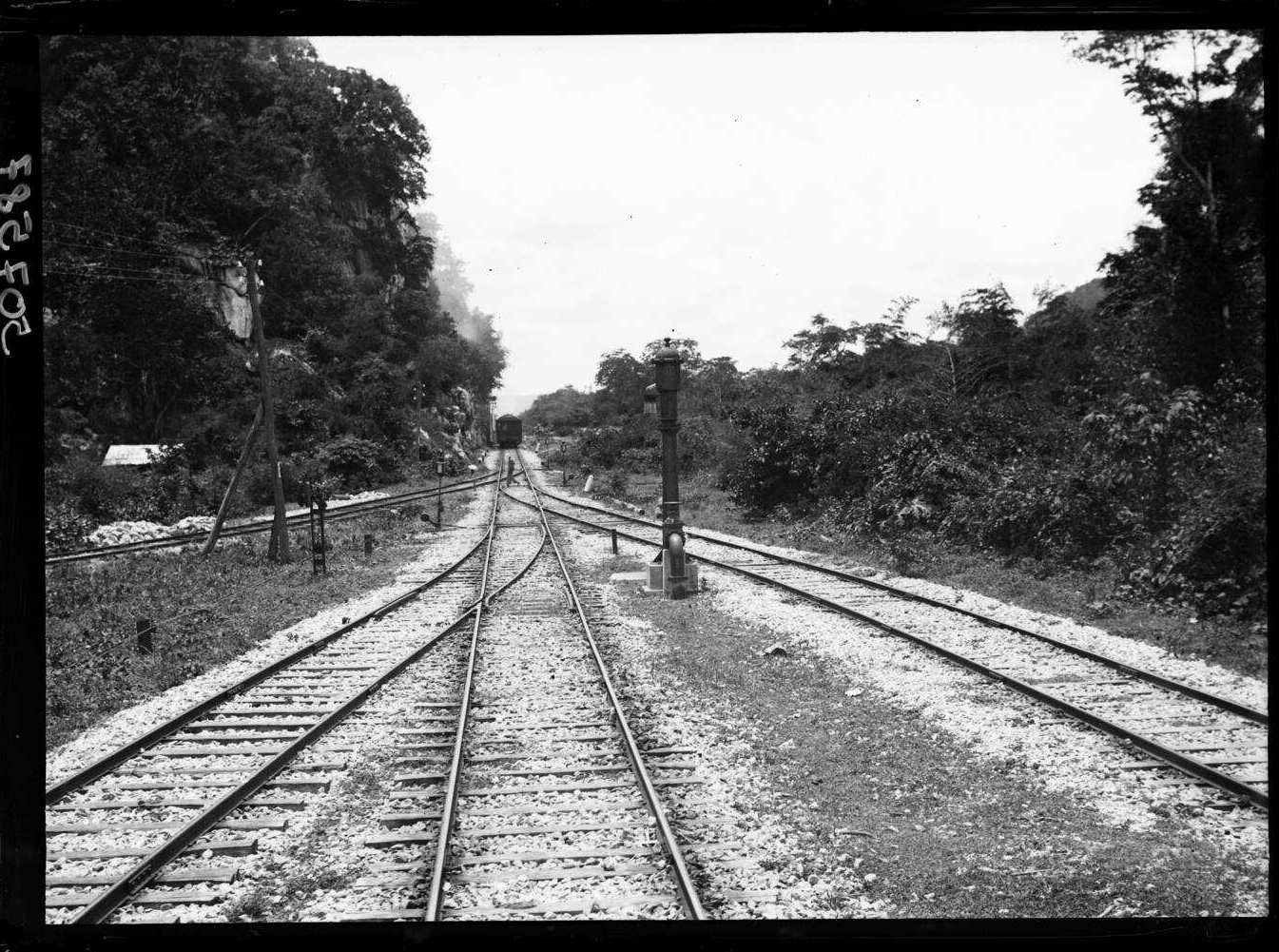
Bahnhof Chong Khae in Normalspur 1912/1913

Erst zum Jahresende 1897 begann deshalb die Vermessung des ersten Abschnitts der Nordbahn zwischen ihrer Abzweigung von der Nordostbahn in Ban Phachi Junction nach Lopburi. Die Bauarbeiten begannen allerdings schon im März 1898, die Eröffnung dieses 43 km langen Streckenabschnitts folgte zum 1. April 1901, unmittelbar nach der Eröffnung der Gesamtstrecke der Nordostbahn. Technisch wurden die Parameter der Nordostbahn übernommen, an die die Nordbahn als Zweigstrecke anschloss, so die Normalspur von 1435 mm. Nach Eröffnung dieses ersten Abschnitts stockte der Weiterbau allerdings, da die Regierung die Ressourcen auf den Bau der Südbahn konzentrierte.
Als im Juli 1902 eine Rebellion im Norden ausbrach, wurde deutlich, wie wichtig eine Eisenbahn dorthin unter militärischen Gesichtspunkten war. Die Nordbahn war unter außenpolitischen Gesichtspunkten unbedenklich, während die Südbahn die Interessensphäre der Briten, der Bau einer Ostbahn den der französischen Kolonialmacht in Indochina berührte. Der Weiterbau der Nordbahn wurde sofort angegangen und sie wurde nach und nach in Abschnitten eröffnet:
- Ban Phachi Junction – Lopburi, 43 km zum 1. April 1901
- Lopburi – Paknam Pho, 117 km zum 31. Oktober 1905
- Paknam Pho – Phitsanulok, 139 km zum 24. Januar 1908
- Phitsanulok – Ban Dara Junction, 69 km zum 11. November 1908
- Ban Dara Junction – Pang Ton Phueng, 51 km zum 15. August 1909
- Pang Ton Phueng – Mae Phuak, 19 km zum 1. Juni 1911
- Mae Phuak – Pak Pan, 10 km zum 15. November 1912
- Pak Pan – Huai Mae Ta, 16 km zum 1. Mai 1913
- Huai Mae Ta – Ban Pin, 10 km zum 15. Juni 1914
- Ban Pin – Pha Kho, 17 km zum 1. Mai 1915
- Pha Kho – Mae Chang, 19 km zum 15. Dezember 1915
- Mae Chang – Lampang, 42 km zum 1. April 1916
- Lampang – Pang Hua Phong, 33 km zum 20. Dezember 1916
- Pang Hua Phong – Pang Yang, 4 km zum 1. Juli 1918
- Pang Yang – Chiang Mai, 72 km zum 1. Januar 1922

Die Eröffnung der gesamten Nordbahn wurde auf den 1. Januar 1922 gelegt, den 41. Geburtstag von König Vajiravudh (Rama VI.).

### Bauliche Besonderheiten

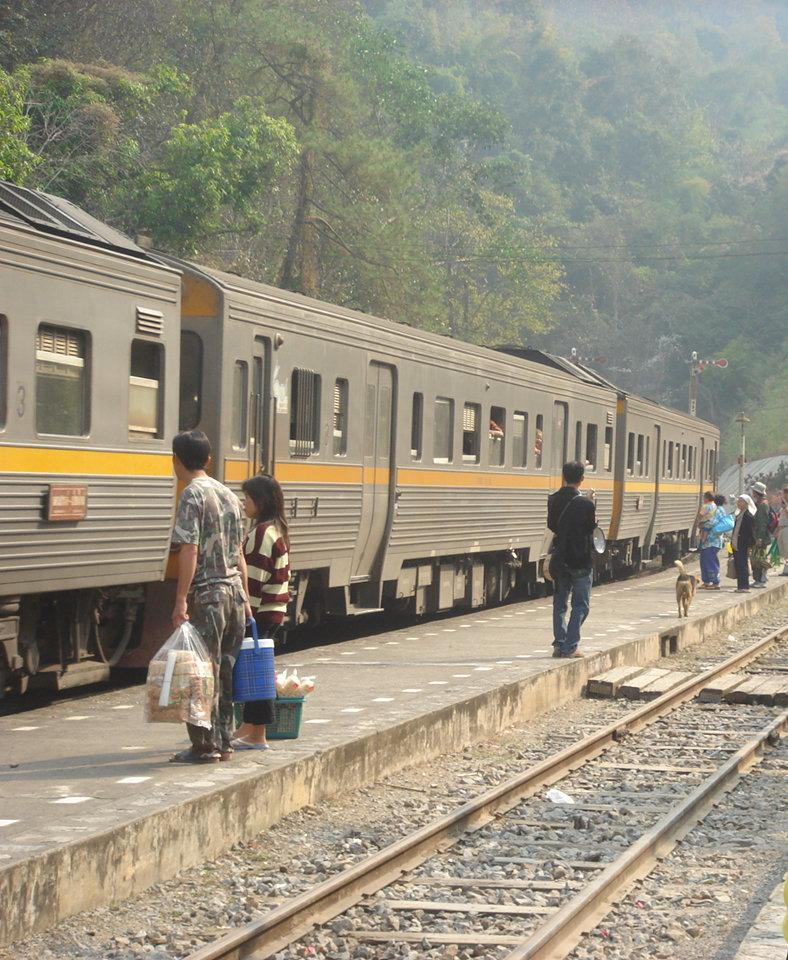
Zug im Bahnhof von Khun Tan

Die Nordbahn musste zwischen Den Chai und Lampang sowie zwischen Lampang und Chiang Mai je einen Gebirgszug queren. Dazu mussten insgesamt vier Tunnel geschlagen werden, darunter zwischen Lampang und Chiang Mai der 1362 Meter lange Khun-Tan-Tunnel, heute der längste Eisenbahntunnel Thailands. Dessen Erstellung zwischen März 1913 und 1917 (eröffnet: März 1918) leitete der deutsche Ingenieur Emil Eisenhofer. Als Eisenhofer 1962 hoch betagt starb, wurde seine Asche am Nordausgang des Khun-Tan-Tunnels beigesetzt, später kam auch die seiner Frau dazu. Hier liegt der Bahnhof Khun Tan, mit 573 m der höchstgelegene im gesamten thailändischen Eisenbahnnetz.
Wie alle anderen Strecken in Normalspur wurde die Nordbahn in den 1920er Jahren auf Meterspur umgespurt, um zum einen die bis dahin getrennten Netze der Staatsbahn vereinigen zu können, zum anderen den Anschluss an die Meterspurnetze der angrenzenden Eisenbahninfrastruktur von Britisch-Malaya und Französisch-Indochina zu ermöglichen. Das wurde in einer Übergangszeit mit einem Dreischienengleis erreicht. Ab 1926 konnten Meterspurzüge die gesamte Strecke befahren, 1930 wurde die Beseitigung des dritten Gleises für normalspurige Fahrzeuge abgeschlossen.
2002/2003 wurde die Strecke bis Lopburi zweigleisig ausgebaut.

## Vorhaben
Es ist vorgesehen, weitere 354 km der Strecke, von Lopburi bis Sila-At zweigleisig auszubauen.
Schon 1997 wurde der Neubau einer 246 km langen Zweigstrecke Den Chai–Chiang Rai von der Regierung gebilligt und seit 2001 damit begonnen, die erforderlichen Grundstücke zu beschaffen. Allerdings blieb das Vorhaben aufgrund von Geldmangel stecken.Im Jahr 2023 wurde schließlich mit den Bauarbeiten begonnen, sie sollen bis 2028 abgeschlossen sein.

## Betrieb

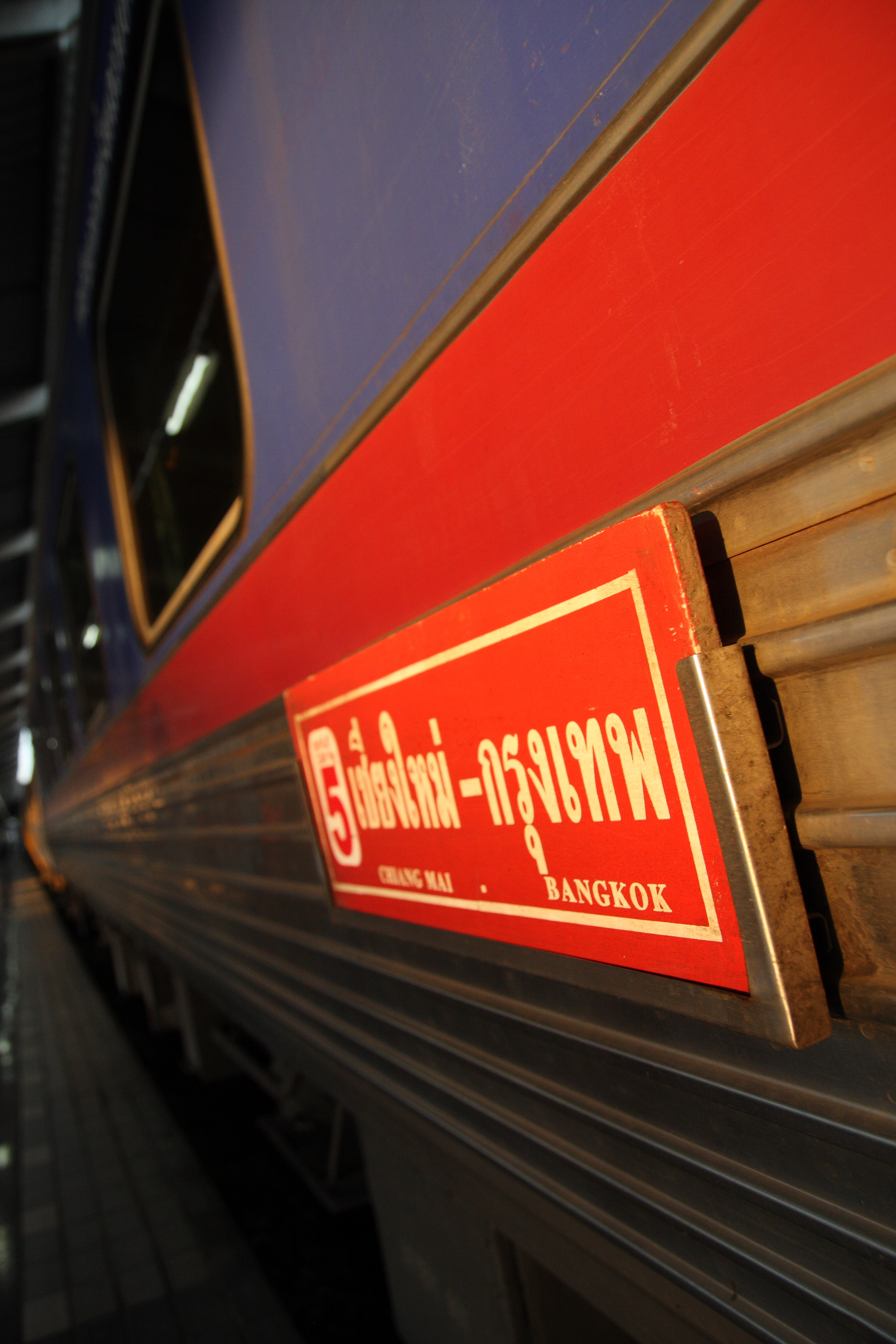
Laufschild am Zug Nr. 2: Chiang Mai-Bangkok

### Historisch
In den 1920er Jahren wurden Nachtverkehr und Schlafwagen eingeführt. Bis dahin wurden Fernfahrten für Übernachtungen unterbrochen. Die Royal State Railways (RSR) unterhielten dafür Hotels an großen Bahnhöfen. Die Fahrzeit von Bangkok nach Chiang Mai betrug damals 25 ½ Stunden.
Am 20. Mai 1988 ereignete sich bei Ban Takhli ein schwerer Eisenbahnunfall: Ein beladener 10-Tonnen-Lkw durchbrach die Schranke eines Bahnübergangs und fuhr einem Zug in die Flanke. Mehrere Personenwagen wurden stark beschädigt, einige entgleisten und blieben in der Konstruktion einer Brücke hängen, auf der die Strecke einen Bewässerungskanal querte, oder fielen in den Kanal. 27 Menschen starben, 22 wurden darüber hinaus verletzt.

### Aktuell
Über die gesamte Streckenlänge verkehren heute täglich fünf Zugpaare, drei weitere zwischen Bangkok und Phitsanulok. In Bangkok nutzen alle Züge den Bahnhof Hua Lamphong. Unter den hier verkehrenden Zügen ist auch der Renommier-Zug der Thailändischen Bahn, das Zugpaar Nr. 1 / Nr. 2, ein Nachtzug zwischen Bangkok und Chiang Mai, der ausschließlich Schlafwagen der 1. Klasse und klimatisierte Schlafwagen der 2. Klasse sowie einen Speisewagen führt. Als schnelle Tagverbindung verkehrt ein Dieseltriebwagen unter der Zuggattung DRC, der nur Sitzplätze der klimatisierten 2. Klasse führt.